# Leucopis pemphigae
Leucopis pemphigae är en tvåvingeart som beskrevs av Malloch 1921. Leucopis pemphigae ingår i släktet Leucopis och familjen markflugor.
Artens utbredningsområde är Alberta. Inga underarter finns listade i Catalogue of Life.